# Pelayos de la Presa
Pelayos de la Presa es un municipio y localidad española de la Comunidad de Madrid. Situado en el suroeste de la provincia, tiene una superficie de 7,58 km² con una población de 2827 habitantes (INE 2021) y una densidad de 372,96 hab./km².
Se encuentra situado en una zona de monte bajo del suroeste de la Comunidad de Madrid, junto al embalse de San Juan, lo que condiciona su economía. Esta se basa principalmente en el sector turístico y de servicios, llegando la localidad a quintuplicar su población en temporada estival.

## Geografía
Ubicación
La localidad está situada a una altitud de 570 m sobre el nivel del mar.
| Noroeste: San Martín de Valdeiglesias | Norte: San Martín de Valdeiglesias | Noreste: San Martín de Valdeiglesias |
| Oeste: San Martín de Valdeiglesias    |                                    | Este: San Martín de Valdeiglesias    |
| Suroeste: San Martín de Valdeiglesias | Sur: San Martín de Valdeiglesias   | Sureste: San Martín de Valdeiglesias |

## Historia
Hasta la reforma de la nomenclatura municipal de 1916 el municipio se llamaba simplemente Pelayos. En dicha fecha su nombre fue modificado por el de Pelayos de la Presa.

## Demografía
Cuenta con una población de 3136 habitantes (INE 2024).
| Gráfica de evolución demográfica de Pelayos de la Presa entre 1842 y 2021                                             |
| |
| Población de derecho según los censos de población del INE. Población de hecho según los censos de población del INE. |

## Símbolos

Representación heráldica del blasón.

El escudo heráldico y la bandera que representan al municipio fueron aprobados oficialmente en 1995. El blasón que define al escudo es el siguiente:

Partido. Primero de plata, una torre en su color mazonada de sable, sobre ondas de plata y azur. Segundo, las armas de los Mendoza. Bordura de azur con doce estrellas de cinco puntas de plta. Timbrado de la corona real española.
Boletín Oficial del Estado nº 218 de 12 de septiembre de 1995

La descripción textual de la bandera es la siguiente:

De proporciones 2:3. Paño verde con bordura en azul cargada al centro con el escudo municipal.
Boletín Oficial del Estado nº 218 de 12 de septiembre de 1995

## Patrimonio histórico-artístico
- Monasterio de Pelayos

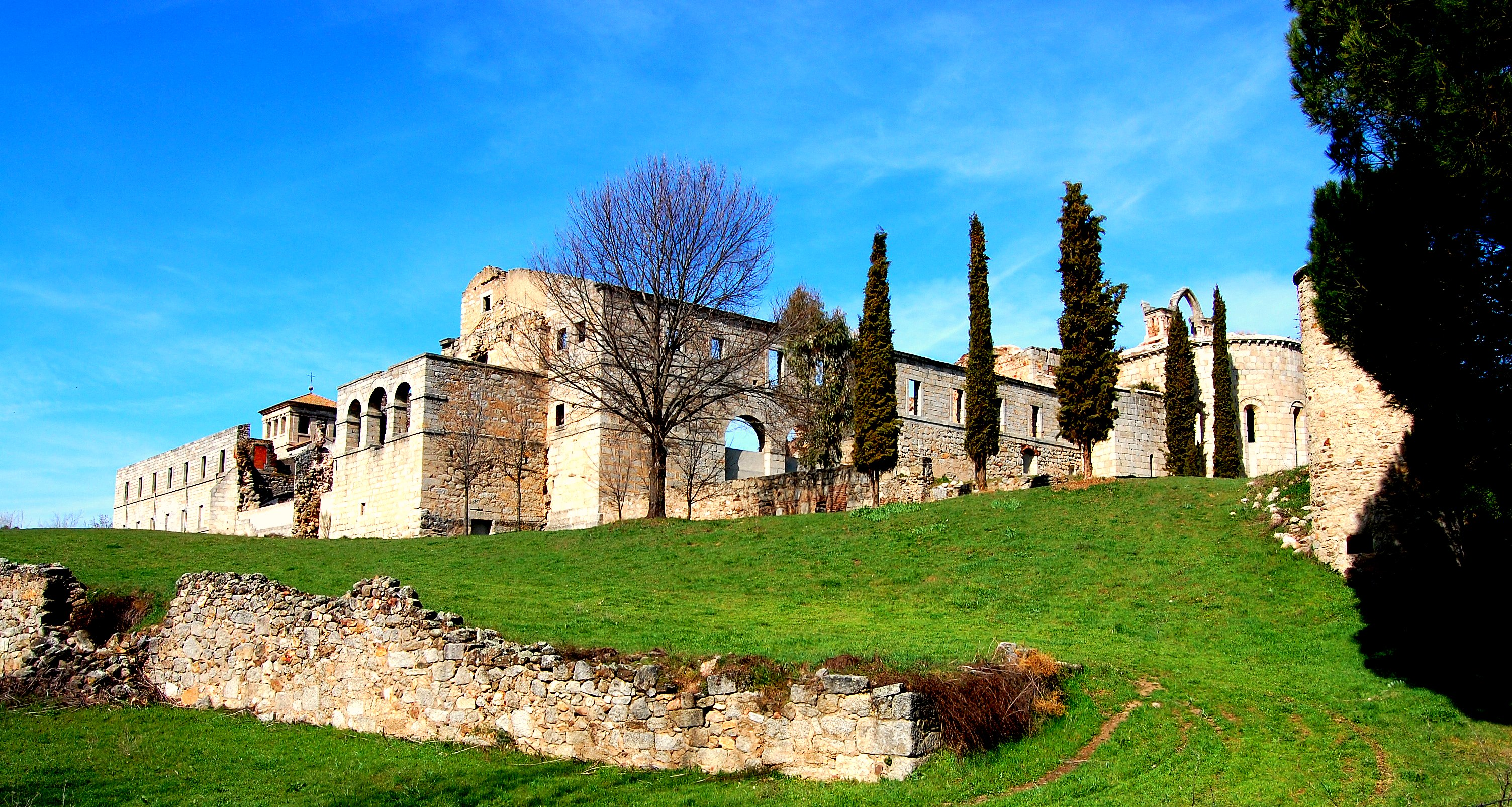
Vista del monasterio

Se trata de las ruinas de un monasterio de la orden cisterciense construido en el siglo XII. Fue declarado bien de interés cultural en 1983.
- Picota

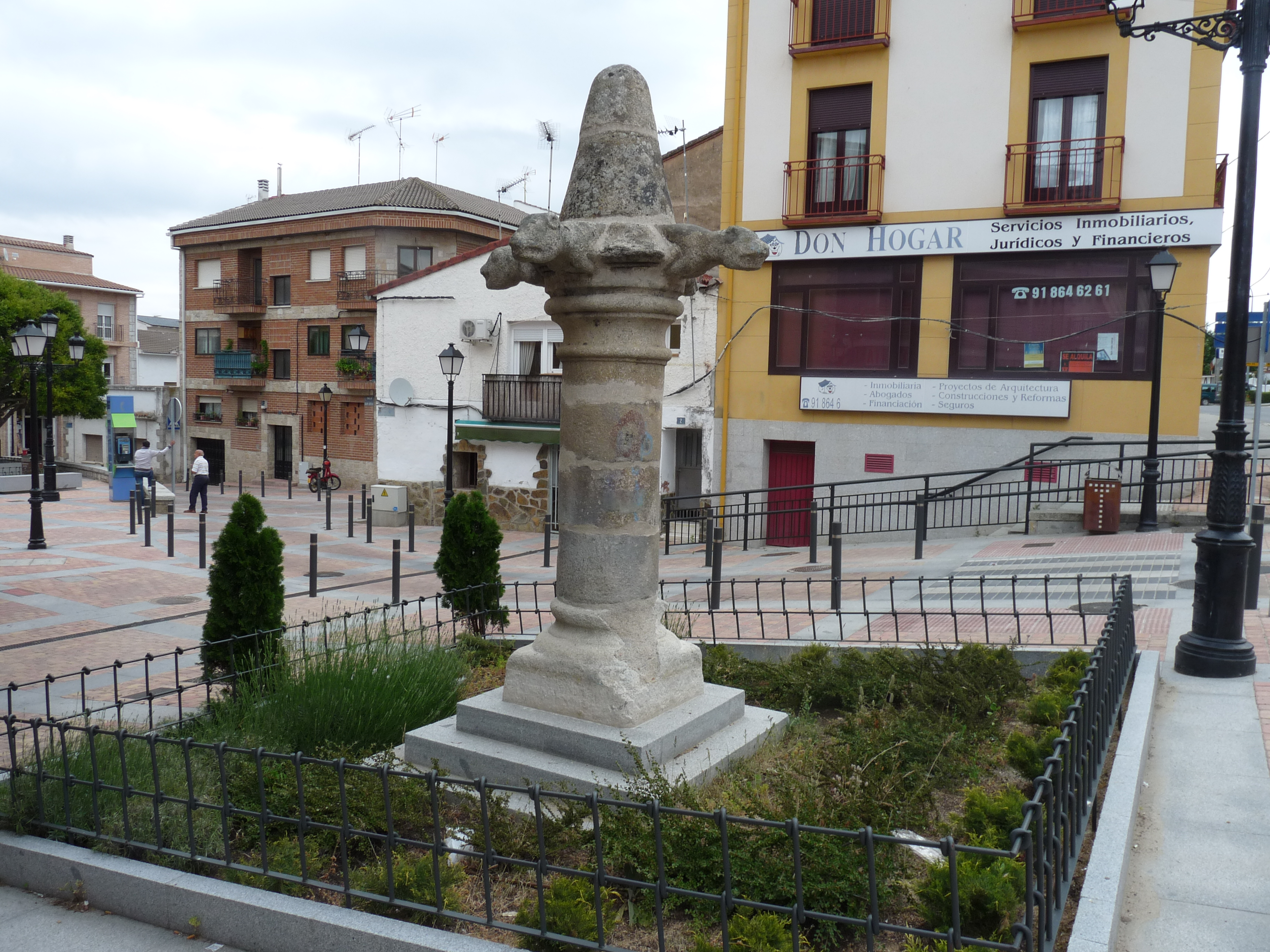
Vista de la picota en 2013

Convertida en fuente en 1918, en 2011, con la remodelación de la plaza en la que se encontraba fue separada de esta para «realzar el valor histórico-artístico» de la columna.

## Educación

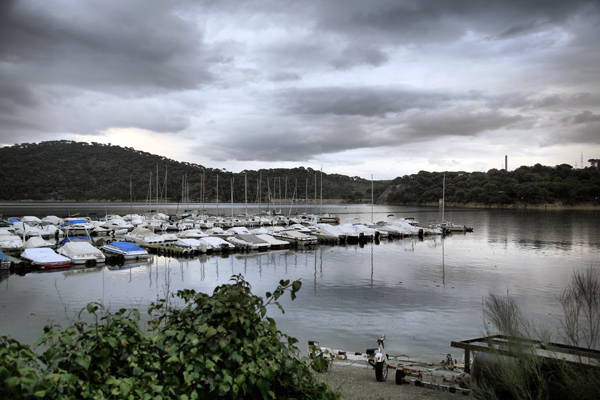
Pantano de San Juan en Pelayos de la Presa.

En Pelayos de la Presa hay una guardería pública y un colegio público de educación infantil y primaria.

## Fiestas
- San Blas siendo el día grande el 3 de febrero, y la noche anterior se conoce como "La noche de las Candelas"
- Romería de San Blas el último sábado de mayo. Fue instaurada en 1994.
- Nª. Sra de la Asunción el 15 de agosto. Las fiestas son en torno al 15 de agosto y duran cinco días. Habitualmente se celebran conciertos al aire libre (a menudo en la plaza del pueblo) que hacen disfrutar a los pelayeros especialmente durante las noches importantes de las fiestas.